# Artemisia II
Artemisia di Caria (in greco antico: Ἀρτεμισία?, Artemisìa; ... – 350 a.C.) è stata una sovrana greca antica, sorella, moglie e successore del satrapo di Caria Mausolo; è famosa per aver fatto costruire, in suo ricordo, il Mausoleo di Alicarnasso, una delle sette meraviglie del mondo antico.

## Biografia
Artemisia, figlia di Ecatomno, dopo la morte del marito, regnò per due anni (352-350 a.C.), appoggiando, come già aveva fatto il marito, l'oligarchia di Rodi.

### Opere in memoria del marito
È famosa nella storia per il suo straordinario dolore alla morte del marito Mausolo.
Si racconta che, alla morte del marito, si rattristò tanto da preparare una bevanda con le sue ceneri e ossa tritate: l'episodio sarebbe raffigurato nell'omonimo dipinto di Rembrandt.
Indisse una gara tra i più eminenti retori greci per proclamare una lode a Mausolo. A quest'opera si accinsero Teodette, Naucrate e Teopompo: quest'ultimo vinse la gara e si vantò, in seguito, di aver sconfitto il maestro, Isocrate, che secondo alcune fonti fu il quarto partecipante alla gara. Alcune fonti indicano in Teodette il vincitore, ma probabilmente si tennero due distinte gare: una oratoria, vinta da Teopompo, e una tragica, vinta da Teodette.

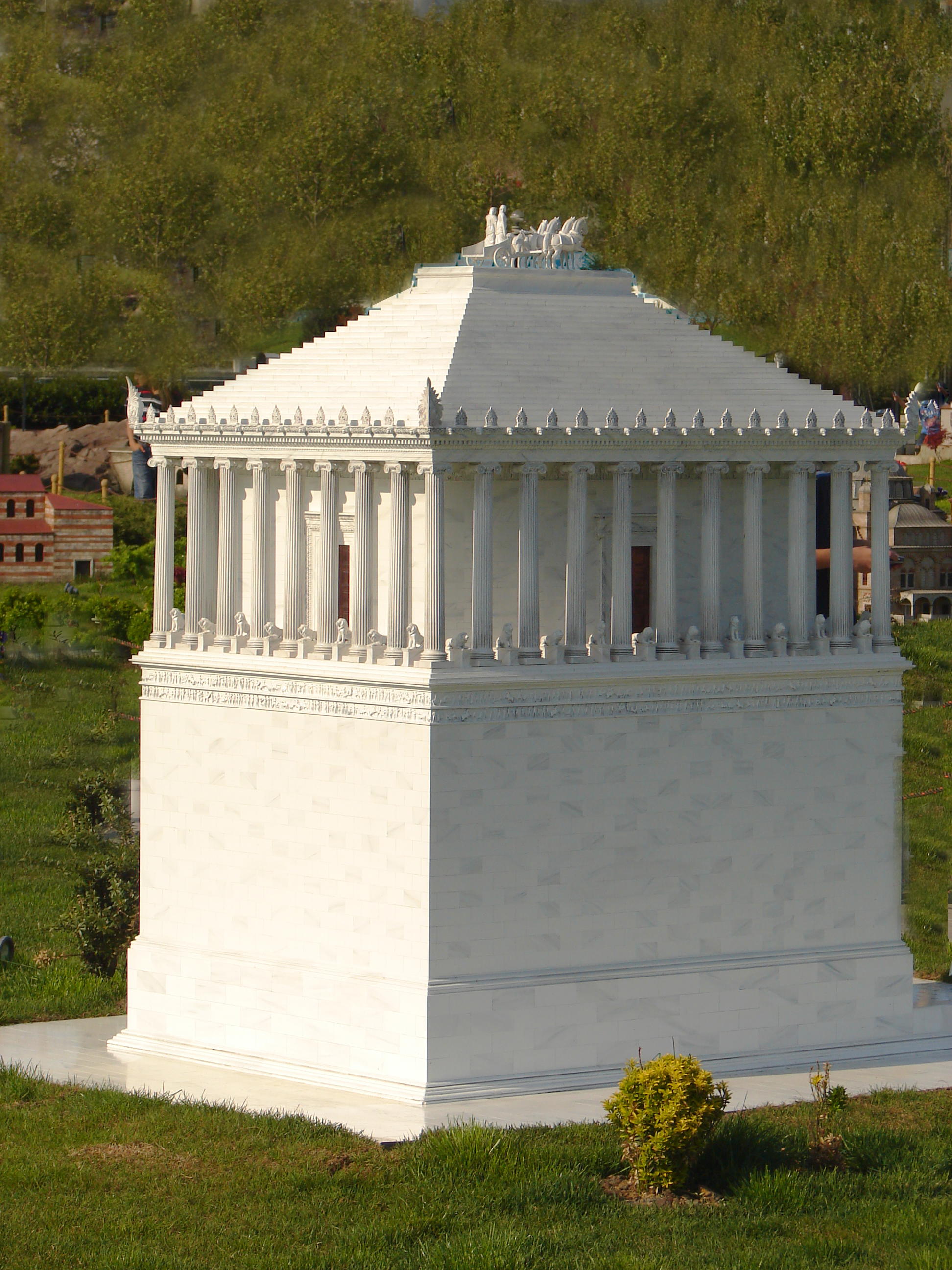
Ricostruzione ipotetica del mausoleo di Alicarnasso.

#### Il mausoleo
Per perpetuare la memoria del marito scomparso, fece costruire in suo onore una sepoltura monumentale ad Alicarnasso: il celebre Mausoleo, una delle sette meraviglie del mondo (in greco antico: μαυσωλεῖον?). Il nome di mausoleo divenne poi il termine generico con cui si definì ogni sepoltura monumentale.
Un'altra celebrata sepoltura monumentale fu eretta a Rodi, per commemorare il suo successo nel farsi signora dell'isola. Dopo aver riconquistato la propria libertà, i rodiesi lo resero inaccessibile, da cui il successivo nome di ἄβατον.